# Federica Sosio
Federica Sosio (Sondalo, 4 luglio 1994) è un'ex sciatrice alpina italiana.

## Biografia
Originaria di Bormio, Federica Sosio è nata in una famiglia fortemente legata allo sci alpino (è nipote di Stefano Anzi e sorella di Virginia, a loro volta sciatori alpini di alto livello).

### Stagioni 2010-2018
Attiva in gare FIS dal dicembre del 2009, in Coppa Europa ha esordito il 19 dicembre 2011 a Valtournenche in slalom gigante (59ª) e ha conquistato il primo podio il 16 febbraio 2015 a Davos in supergigante (2ª). Nel 2015 ha anche debuttato in Coppa del Mondo, il 22 febbraio 2015 a Maribor in slalom speciale senza qualificarsi per la seconda manche, e ha vinto la medaglia d'oro nel supergigante ai Mondiali juniores Hafjell.
Il 5 gennaio 2016 è stata vittima di una caduta sulla pista di Santa Caterina Valfurva, riportando uno stiramento al ginocchio destro che l'ha obbligata a operarsi e concludere anzitempo l'annata agonistica. Rientrata in competizione nel dicembre 2016 in Coppa Europa, il 20 febbraio 2017 ha ottenuto a Crans-Montana in combinata l'ultimo podio nel circuito e il 24 febbraio successivo nelle medesime località e specialità ha conquistato il miglior piazzamento in Coppa del Mondo (10ª).

### Stagioni 2019-2022
Ha subito un nuovo grave infortunio durante la discesa libera di Coppa del Mondo del 27 gennaio 2019 a Garmisch-Partenkirchen, ove è caduta scompostamente su un salto riportando una frattura biossea composta alla tibia e perone della gamba sinistra, rovescio che l'ha tenuta nuovamente lontana dalle competizioni per quasi un anno. 
Nelle successive tre stagioni non è riuscita a rientrare stabilmente nella squadra azzurra di Coppa del Mondo e ha avuto anche difficoltà a partecipare alla Coppa Europa, dovendo peraltro a tratti allenarsi in autonomia; ha preso per l'ultima volta il via in Coppa del Mondo il 28 febbraio 2021 in Val di Fassa in supergigante, senza completare la prova, e il 17 marzo 2022 ha annunciato il ritiro dalle competizioni: la sua ultima gara è stata il supergigante dei Campionati italiani 2022 disputato il 25 marzo a Bardonecchia e chiuso dalla Sosio al 28º posto. In carriera non ha preso parte a rassegne olimpiche o iridate.

## Palmarès

### Mondiali juniores
- 1 medaglia:
  - 1 oro (supergigante a Hafjell 2015)

### Festival olimpico invernale della gioventù europea
- 1 medaglia:
  - 1 bronzo (gigante parallelo misto a Liberec 2011)

### Coppa del Mondo
- Miglior piazzamento in classifica generale: 94ª nel 2017

### Coppa Europa
- Miglior piazzamento in classifica generale: 21ª nel 2017
- 3 podi:
  - 3 secondi posti

### Campionati italiani
- 1 medaglia[6]:
  - 1 bronzo (combinata nel 2015)